# Joscelí III d'Edessa
Joscelí III (1139 – m. després del 1190) fou comte titular d'Edessa. Participà en diverses batalles contra els musulmans, fou capturat per Nur-ad-Din Mahmud i la seva germana aconseguí pagar el rescat dotze anys després. Gràcies al seu parentiu amb la reialesa obtingué terres pròpies, el senyoriu de Joscelí, atorgat el 1176 amb motiu del seu matrimoni.

## Orígens
Era fill del comte Joscelí II i de Beatriu de Saona. Heretà el títol de comte d'Edessa tot i que la ciutat d'Edessa havia estat capturada pels musulmans el 1144 i el que en quedava del comtat, com ara el senyoriu de Turbessel, havia estat venut.
Joscelí visqué a Jerusalem i conquerí terres suficients per crear un nou senyoriu a prop d'Acre que portaria el seu nom.

## Membre de la guàrdia reial
La seva germana, Agnès de Courtenay, havia estat la primera esposa del rei Amalric I de Jerusalem, i era la mare de Balduí IV i de Sibil·la. El 1164 Joscelí fou capturat per Nur-ad-Din Mahmud en la batalla de Harim Romangué pres fins al 1176 quan Agnès pagà el rescat amb 50.000 dinars, probablement amb diners de la tresoreria reial. El seu nebot, Balduí el nomenà llavors senescal de Jerusalem. Hagué d'afrontar la rivalitat amb alguns parents, facció que encapçalava el comte Ramon III de Trípoli.

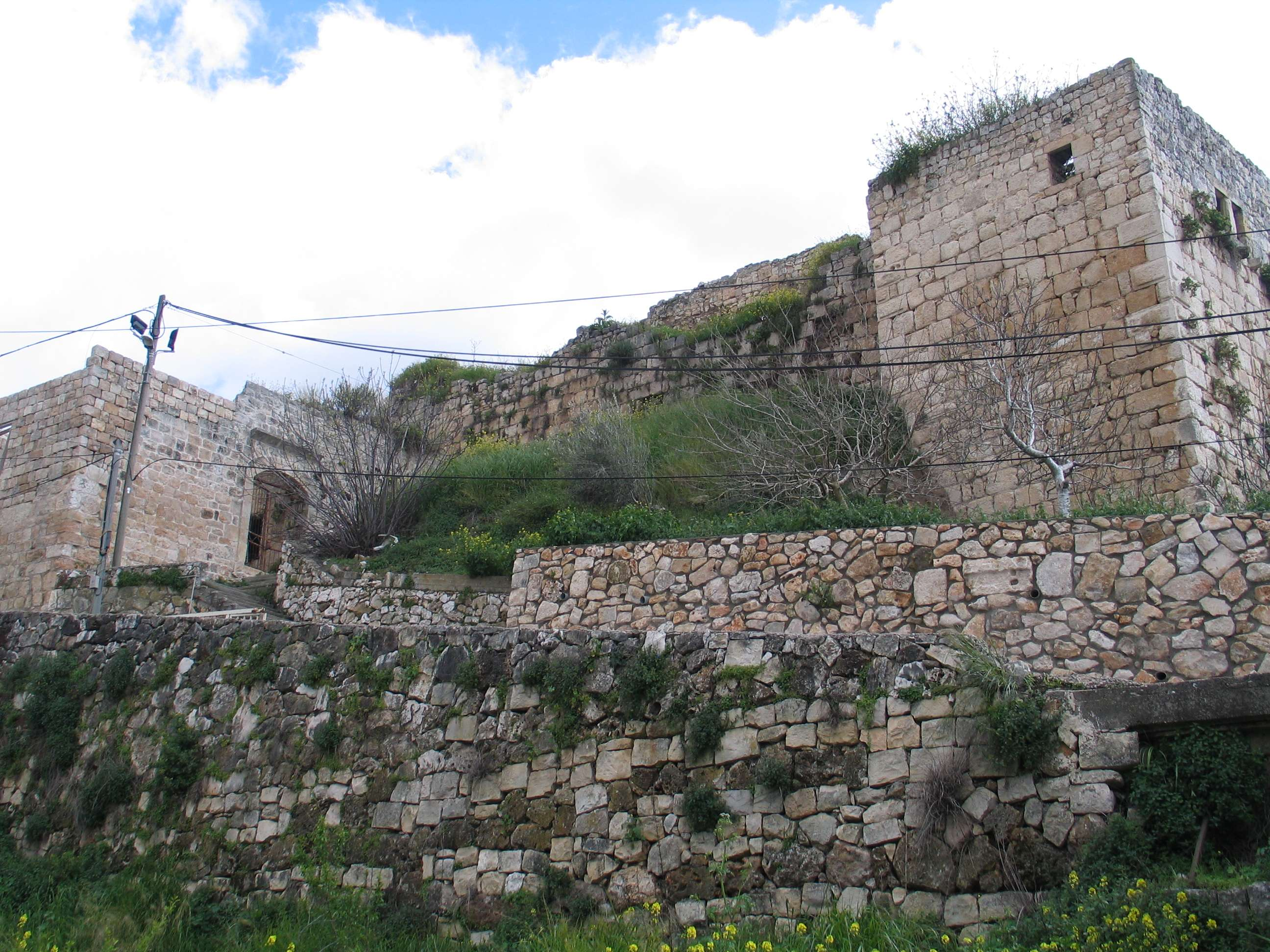
Ruïnes del Chastel Neuf, a Mi'ilya, cedit pel rei a Joscelí.

El 1180 Joscelí viatjà com a ambaixador a l'Imperi Romà d'Orient. Després del compromís entre la seva germanastra Isabel I de Jerusalem amb Omfroi IV de Toron, aquell mateix any, el senyoriu de Toron passà a la corona a canvi de diners per al dot. Balduí IV donà part una part del feu, amb una fortalesa anomenada Chastel Neuf, a Joscelí i concedí a Agnès una assignació amb els beneficis que produís Toron. Agnès morí a finals del 1184, pocs mesos després que els seu fill.
El 1185, Joscelí esdevingué guàrdia del petit Balduí V mentre Ramon III era el regent. A Ramon l'amoïnava ser el guàrdia personal del nen perquè si quelcom dolent li passava malpensarien d'ell, ja que era un dels pretendents a la successió, per això nomenà a Joscelí. A favor d'aquesta decisió estigué Guillem V de Montferrat, parent per part del pare, que anà a la seva coronació. El nen, però, emmalaltí i morí el 1186. Joscelí i Guillem escortaren el taüt des d'Acre fins a Jerusalem. Mentrestant, Ramon anà a Nablus i acordà amb Balian d'Ibelin anar a Jerusalem per instaurar Isabel com a reina. Els plans fallaren i Sibil·la fou coronada, juntament amb el seu segon marit Guiu de Lusignan.
El 1186, Guiu i Sibil·la donaren els castells de Chastel Neuf i Toron, més altres territoris a Joscelí. Ell, a canvi, els donà com a dot de la seva filla gran, Beatriu, que estava promesa amb el germà menor de Guiu, Guillem de Valence. El tracte incloïa que la germana menor d'ell, Agnès, s'havia de casar amb un nebot de Guiu, però si Beatriu moria mentre encara era menor d'edat, Guillem es casaria amb Agnès. Finalment Guillem es casà amb una dama anglesa i Betriu vengué els castell a l'Orde Teutònic.
Durant la batalla de les Banyes de Hattin el 1187, Joscelí comandà la rereguarda juntament amb Balian d'Ibelin. Ambdós escaparen de la desastrosa derrota i fugiren a Tir. Totes les seves terres foren capturades per Saladí. Joscelí participà després en el setge d'Acre de la Tercera Croada.
El darrer document que signà com a testimoni fou el 25 d'octubre 1190, per la mort de la reina Sibil·la. És molt probable que morís en el setge d'Acre. Un mes després, Isabel, que reclamava ser reconeguda com a reina, prometé donar el Chastel Neuf a Humfed de Toron si reconqueria el territori perdut. Si Joscelí encara era viu, no presentà cap objecció. Tanmateix, sembla que això acabà amb les perspectives de matrimoni que havia planejat el pare. Amb tota certesa l'octubre del 1200 ja era mort.

## Matrimoni i descendència
El 1176, després de ser alliberat del seu captiveri, Joscelí es casà amb Agnès de Milly, la tercera filla d'Enric el Búfal de Milly, senyor de Petra, i germana d'Estefania de Milly i d'Helvis de Milly; amb la qual tingué dues filles: 
1. . Beatriu de Courtenay (m. Després del 1245), promesa amb Guillem de Valence, germà de Guiu de Lusignan, el 1186, però casada amb Otó de Botenlauben.[5]
2. . Agnès de Courtenay, promesa amb un nebot de Guiu de Lusignan el 1186, però casada vers el 1200, amb Guillem d'Amandolea, cavaller normand de Calàbria, que fou senyor d'Escandalion.